# Kelly Tainton
Kelly Don Michael Tainton, född 21 mars 1968 i Stockholm, är en svensk dansare, skådespelare och entreprenör.

## Biografi
Kelly Tainton är son till Graham Tainton i hans äktenskap med Kristina Palmgren. Han är halvbror till Blossom Tainton Lindquist och bror till Themba Tainton och David Tainton.
Han är känd som dansare och skådespelare och har medverkat i musikalerna West Side Story, Jesus Christ Superstar samt Grease. Han har även varit verksam som skådespelare vid Stockholms stadsteater. 
Tainton är grundare av Reflector Group som i samarbete med forskare vid KTH och Karolinska Institutet erbjuder utbildningar för chefer inom prestation, kreativitet, jämställdhet och integration. Tainton arbetar med utveckling av ledarskap och prestation med fokus på organisation och näringsliv. Han har föreläst bland annat på Advokatdagarna 2012 tillsammans med Fredrik Ullén. Tillsammans har de utvecklat verktyget "Effortless Attention", som är en metod att med kognition, systematik, kontinuitet och kreativitet höja prestationsnivåer.

## Teater

### Roller
| År   | Produktion          | Upphovsmän                                                      | Regi              | Teater                 |
| ---- | ------------------- | --------------------------------------------------------------- | ----------------- | ---------------------- |
| 1991 | Dansare             | After Dark Christer Lindarw, Hans Marklund och Göran Appelkvist | Hans Marklund     | Börsen                 |
| 1991 |                     | Grease Jim Jacobs och Warren Casey                              | Runar Borge       | Chinateatern           |
| 1998 | Trevor Avery        | Makten & härligheten David Hare                                 | Benny Fredriksson | Stockholms stadsteater |
| 1998 | Pablo Gonzales      | Linje lusta Tennessee Williams                                  | Rickard Günther   | Stockholms stadsteater |
| 2003 | Den store Albertini | Gosa in den stajlen Beppe Wolgers                               | Öllegård Goulos   | Parkteatern            |

## Filmografi i urval
- 1994 – Den vite riddaren (TV-serie)
- 1996–1997 – Anna Holt – polis (TV-serie)
- 1996 – Astrid bor fortfarande här
- 1999 – Insider (TV-serie)
- 2000 – Naken
- 2000 – Moltas Swingsters